# Medaglia di Belloto Cumano
La medaglia di Belloto Cumano fu realizzata in bronzo dall'artista italiano Pisanello nel 1447 e misura 6 cm di diametro.

## Storia
Dopo aver coniato la celebre medaglia di Giovanni VIII Paleologo (1438), ristabilendo la tradizione di effigiare personaggi viventi come nelle monete dell'Impero romano, Pisanello divenne molto richiesto dalle corti italiane, creando una ventina di medaglie. 
Dal 1446 Pisanello fu a Mantova, dove divenne pittore di corte e coniò alcune medaglie per i Gonzaga e per i più alti dignitari di corte. Belloto apparteneva  alla nobile famiglia padovana dei conti Cumano.

## Descrizione
L'opera, dai chiari intenti celebrativi, è virtuosamente esente da una retorica troppo artificiosa, riuscendo a sottolineare l'autorità del personaggio con un misurato ricorso ad elementi decorativi.
Sul recto è effigiata di profilo Belloto Cumano in forma di busto fino alla spalla, girato a sinistra, vestito di un abito signorile con una vistosa berretta. I capelli formano una calotta di ricci ricadente sul dietro, senza basette, secondo la moda del tempo riscontrabile anche nei profili, ad esempio, di Lionello d'Este o di Sigismondo Pandolfo Malatesta. Lungo il bordo si legge l'iscrizione col nome dell'effigiato BELLOTVS CVMANVS.
Sul verso si vede la figura araldica di un ermellino di profilo, girato a sinistra, su un terreno con qualche arbusto secco. L'ermellino è anche simbolo di purezza e incorruttibilità dell'animo, poiché si credeva che preferisse farsi uccidere piuttosto che sporcarsi la candida pelliccia. Sopra di esso si legge la data MCCCCXLVII, mentre lungo il bordo, in senso orario, corre la firma dell'artista: PISANI PICTORIS OPVS ("opera del pittore Pisan[ell]o").